# Vasili Boezoenov
Vasili Boezoenov (Russisch: Василий Гаврилович Бузунов) (Isjim, 4 februari 1928 - 18 februari 2004) was een voetballer uit de Sovjet-Unie. Hij werd in 1956 en 1957 topschutter van de Sovjetcompetitie.